# مهدی چمران
مهدی چمران ساوه‌ای (زادهٔ ۲۶ مرداد ۱۳۲۰) معمار، مدرس بازنشسته دانشگاه تهران، سیاستمدار اصول‌گرای ایرانی و رئیس شورای شهر تهران در دوره ششم است. او در دوره دوم و سوم و سه سال از دوره چهارم شورای اسلامی شهر تهران، ریاست شورا را عهده‌دار بود. وی برادر کوچک‌تر مصطفی چمران است.
مهدی چمران در شهریور ۱۳۹۵ متهم به فساد مالی همراه محمدباقر قالیباف در شهرداری تهران شد.

## سوابق اجرایی
مهدی چمران، عضو کمیته استقبال از خمینی و جانشین فرمانده ستاد جنگ‌های نامنظم (مصطفی چمران) بوده است. وی همچنین در مقاطعی، ریاست دانشکده هنرهای زیبای دانشگاه تهران و بنیاد حفظ آثار و ارزش‌های دفاع مقدس را بر عهده داشته است.
مهدی چمران، معاون فرهنگی ستاد فرماندهی کل قوا و مشاور تحقیقات علمی رئیس ستاد فرماندهی کل قوا نیز بوده است.
ریاست دوره دوم و سوم و چهارم شورای اسلامی شهر تهران نیز از جمله مسئولیت‌های اجرایی اوست.

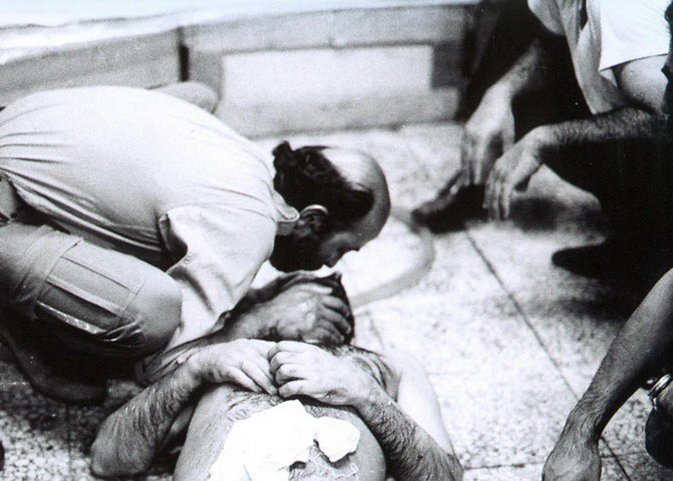
بوسه مهدی چمران بر گونه برادرش مصطفی پس از کشته‌شدن مورخ ۳۱ خرداد سال ۱۳۶۰.

وی که از چهره‌های شاخص جریان اصولگرایی است، با پیروزی قاطع گروه آبادگران در دومین دورهٔ شورای شهر تهران به رهبری وی، به عنوان ریاست این شورا انتخاب شد. وی در دورهٔ بعد نیز این جایگاه را حفظ کرد. اما در چهارمین دوره شورای اسلامی شهر تهران، در رقابت با احمد مسجدجامعی، از چهره‌های شاخص اصلاح طلب شورای شهر مغلوب گردید و ریاست شورا را به وی واگذار کرد. در سال دوم شورای چهارم شهر تهران و در ۱۱ شهریور ۱۳۹۳ وی توانست با پیروزی بر احمد مسجدجامعی بار دیگر پس از دوره‌های دوم و سوم، کرسی ریاست شورای چهارم را نیز، در سال دوم آن به دست‌بیاورد، او با ۱۸ رأی، احمد مسجدجامعی را که ۱۳ رای آورد، شکست داد. و در سومین سال شورای شهر چهارم نیز جایگاه خود را به عنوان رئیس شورای اسلامی شهر تهران حفظ کرد. وی سابقه ۹ سال ریاست شورای عالی استانها را نیز در کارنامه خود دارد. از او در جنجال خانه‌های نجومی نام برده شده است.
روال مورد علاقه مهدی چمران، رئیس شورای پایتخت این بود که تصمیم‌گیری دربارهٔ موضوعات حساس و مهم شهر تهران را از دستور جلسات علنی خارج کرده و پشت درهای بسته ببرد.
سال ۱۳۹۶ در انتخابات شورای شهر تهران در لیست خدمت قرار داشت و نفر ۲۲ این انتخابات شد و با توجه به رای کامل بیست و یک نفر لیست امید عملاً وی از راهیابی به شورای شهر تهران بازماند.

## ریاست دفتر مصطفی چمران
مصطفی چمران در دولت موقت به سمت «معاون نخست‌وزیر در امور انقلاب» و سپس «وزیر دفاع» منسوب شد. وی در این دوران برادرش مهدی چمران را به سمت «ریاست دفتر» خود منسوب کرد. مهدی چمران نیز جواد مادرشاهی از اعضای برجستۀ انجمن حجتیه را که در آن زمان از نام مستعار «مروج» استفاده می‌کرد به سرپرستی «مرکز اسناد ساواک» منسوب کرد. به ادعای عزت شاهی، مروج که بعداً تا سمت مشاور امنیتی رئیس جمهور نیز ارتقاء یافت، با استفاده از این فرصت اسناد مربوط به همکاری انجمن حجتیه با ساواک را از میان پرونده‌ها بیرون کشید.

## اتهام فساد مالی
در شهریور ۱۳۹۵ مهدی چمران به همراه محمدباقر قالیباف متهم شده‌اند که املاک شهرداری را با تخفیف بالا به بعضی از مدیران شهری داده‌اند. اعمال تخفیف‌های ۵۰ درصد قیمت‌های کارشناسی و ارزیابی غیرواقعی املاک یا چند تعاونی به افرادی خارج از شهرداری با قیمت میانگین هر مترمربع دومیلیون تومان، تضییع اموال عمومی شهرداری تهران تا بیش از دوهزار و ۲۰۰ میلیارد تومان بوده است و بعد از آن سایت معماری نیوز متن نامه سازمان بازرسی کل کشور را منتشر ساخت که در آن نام و جزئیات میزان تخفیف ارائه شده به ده‌ها نفر و چندین تعاونی توسط شهرداری افشا شد. در نتیجه این گزارش سردبیر سایت معماری نیوز زندانی شد.